# 다케치 황자
다케치 황자(高市皇子, たけちのみこ・たけちのおうじ, 햐쿠치 5년(654년)? - 지토 천황 10년 7월 10일(양력 696년 8월 13일))는 일본의 아스카 시대의 일본 왕실의 일원이었다. 덴무 천황(天武天皇)의 첫째 황자로 어머니는 아마코노 이라쓰메(尼子娘)이다.
672년의 진신의 난(壬申の乱) 발발 때에 오미(近江) 오쓰노쿄(大津京)에 있었으나 탈출하여 아버지에게 합류, 젊은 나이로 미노 국(美濃国) 후와(不破)에서 군사의 전권을 위임받았다. 679년에 덴무 천황의 아래서 요시노(吉野) 맹약에 참가, 형제와 협력할 것을 맹세하였다. 686년에 지토 천황이 즉위하자 태정대신(太政大臣)이 되었고, 이후 천황과 황태자를 제외한 황족과 신하 가운데서도 가장 높은 자리를 차지하였다.

## 가계
- 부: 덴무 천황
- 모: 아마코노이라쓰메(尼子娘)
  - 첩: 御名部皇女
    - 1남: 나가야 왕(長屋王)

  - 첩: 但馬皇女
    - 2남: 스즈카 왕(鈴鹿王)
    - 1녀: 가와치 여왕(河内女王)
    - 2녀: 야마가타 여왕(山形女王)

| 전임 공백(오토모 황자) | 제2대 태정대신 (황친태정대신, 하쿠호 시대) 690년 ~ 696년 | 후임 공백(오사카베 친왕) |